# Ford Kuga
Ford Kuga je kompaktní crossover navržený a vyráběný americkou značkou Ford. Vůz je založen na platformě C1, které využívají také modely Focus a C-Max. Jeho premiéra se uskutečnila roku 2008 na ženevském autosalonu. První generace Fordu Kuga se vyráběla v německém městě Saarlouis. Současná generace se vyrábí ve Valencii ve Španělsku.

## Motory
Benzínové:
- 2,5 l Duratec turbo I5, 147 kW

Naftové:
- 2,0 l Duratorq, 100 kW
- 2,0 l Duratorq, 100 kW, 4x4

## Galerie

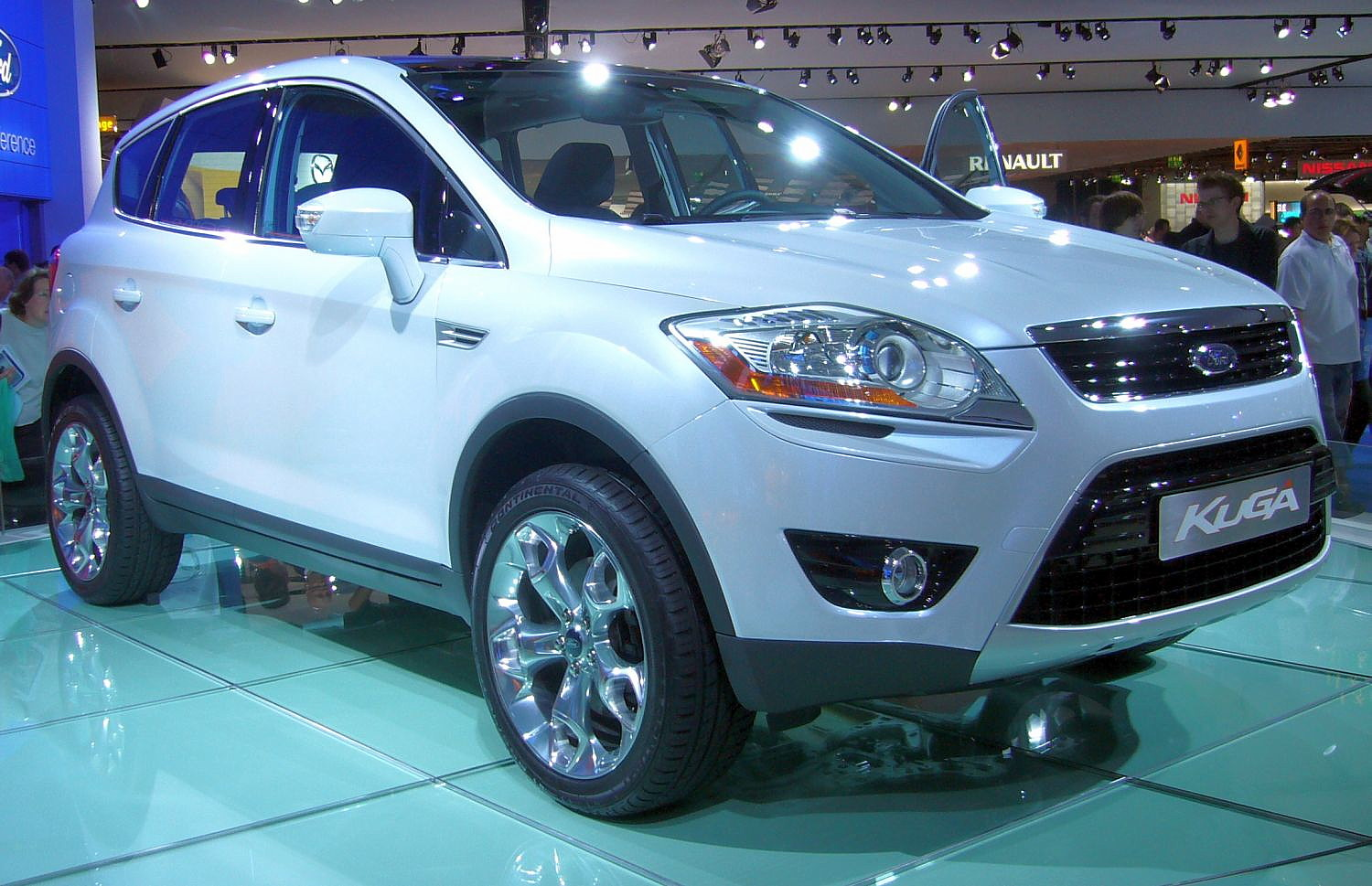
Ford Kuga pohled zepředu
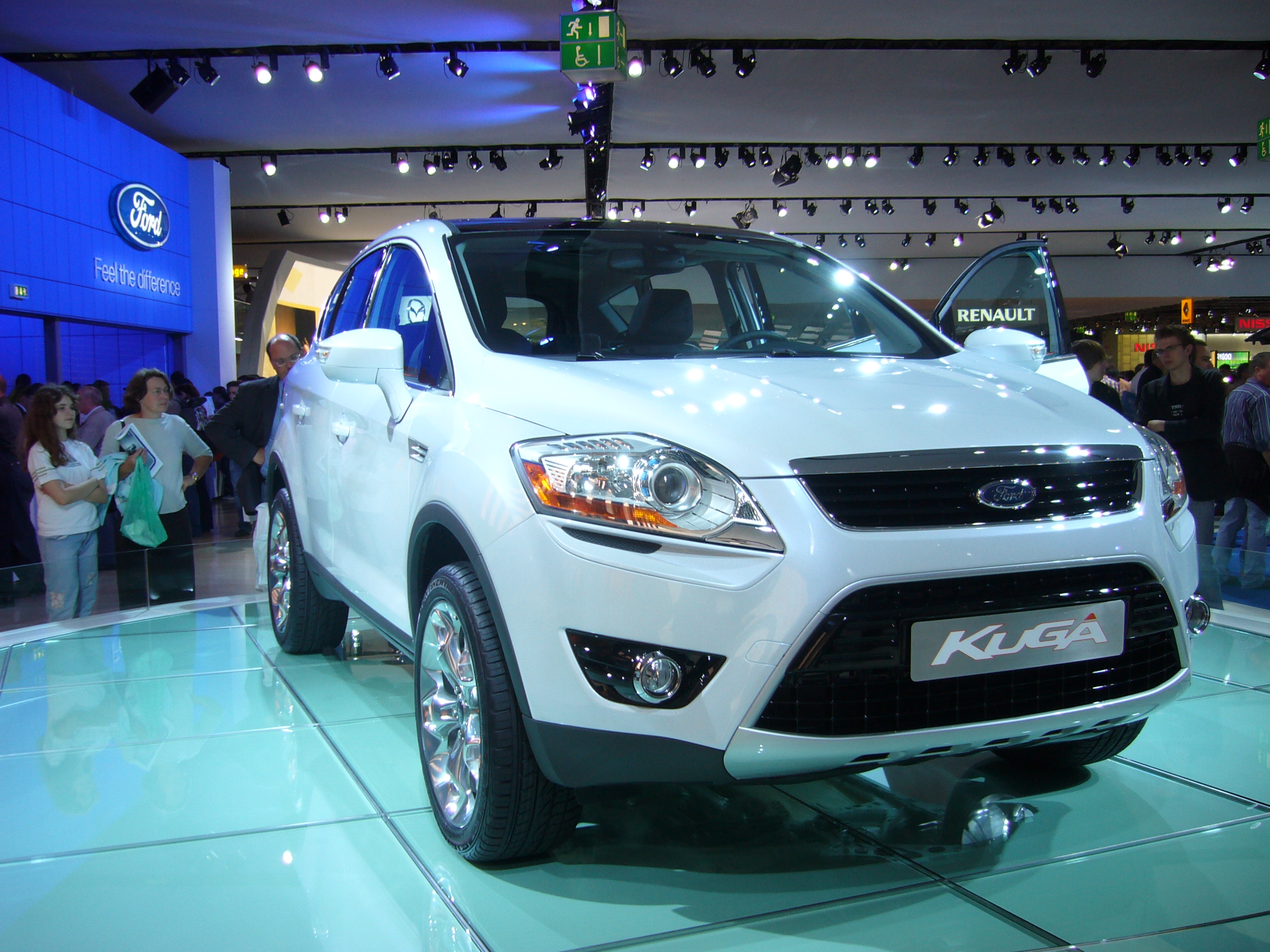
Ford Kuga pohled zepředu
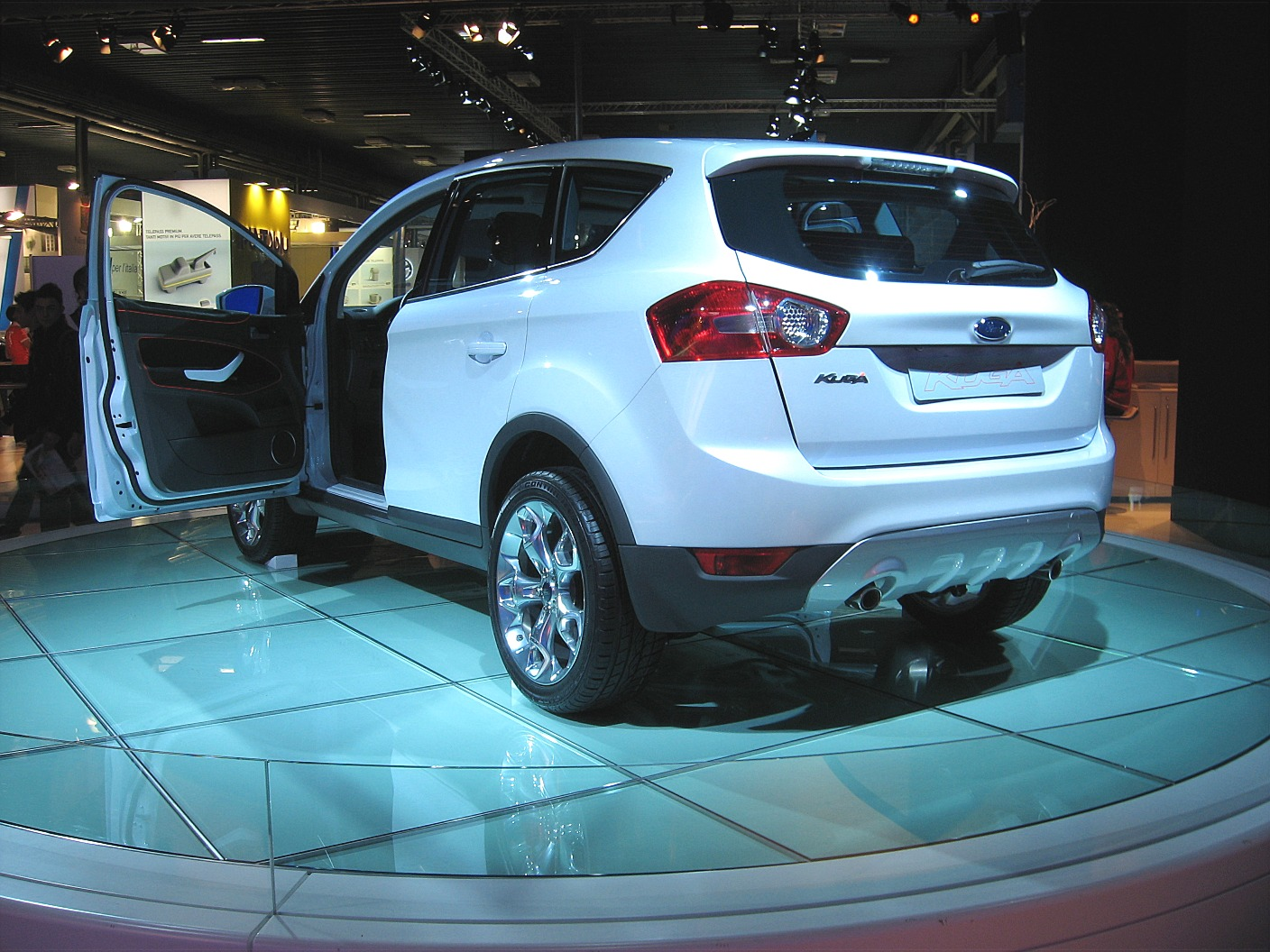
Ford Kuga pohled zezadu
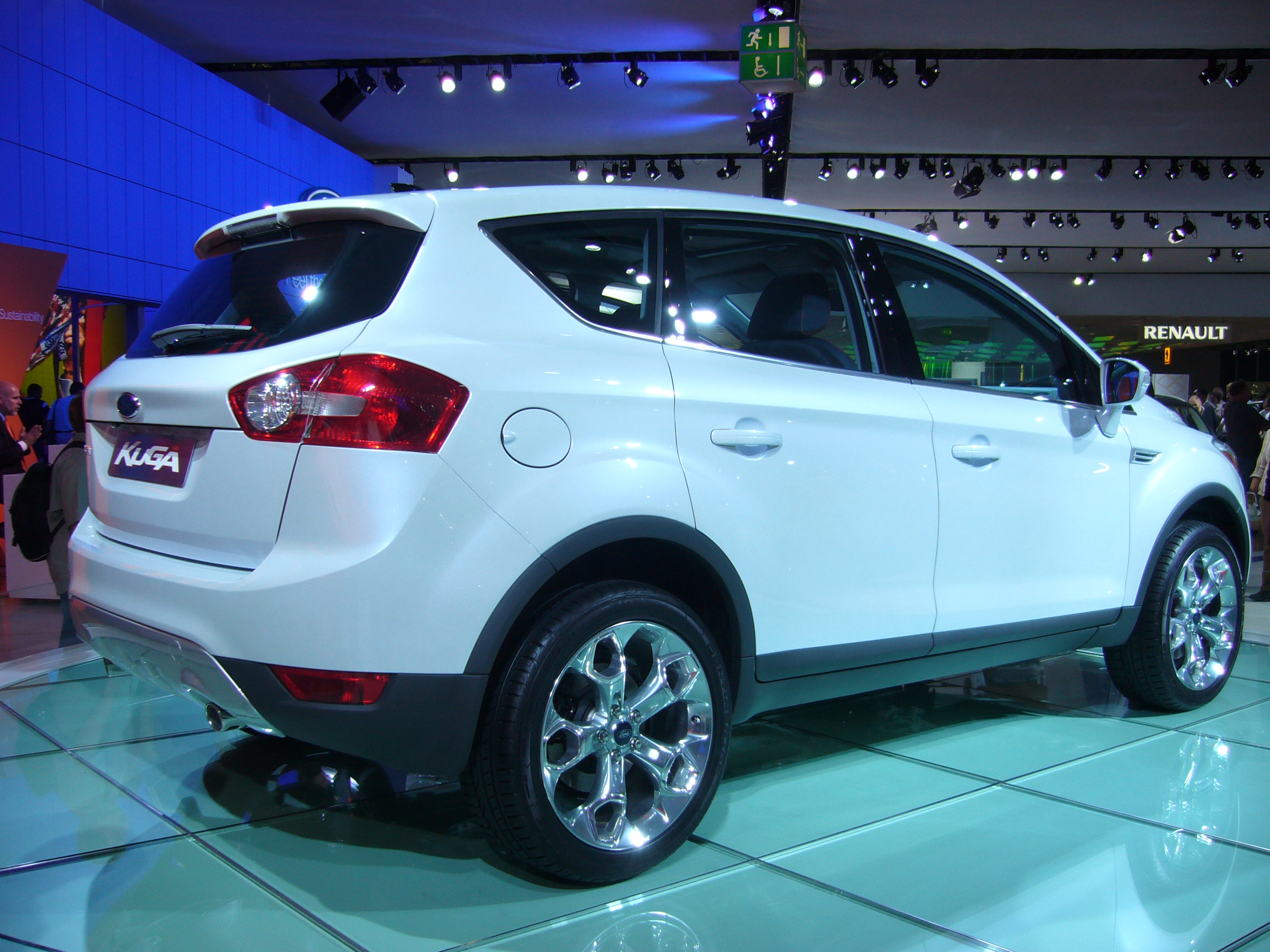
Ford Kuga pohled zezadu
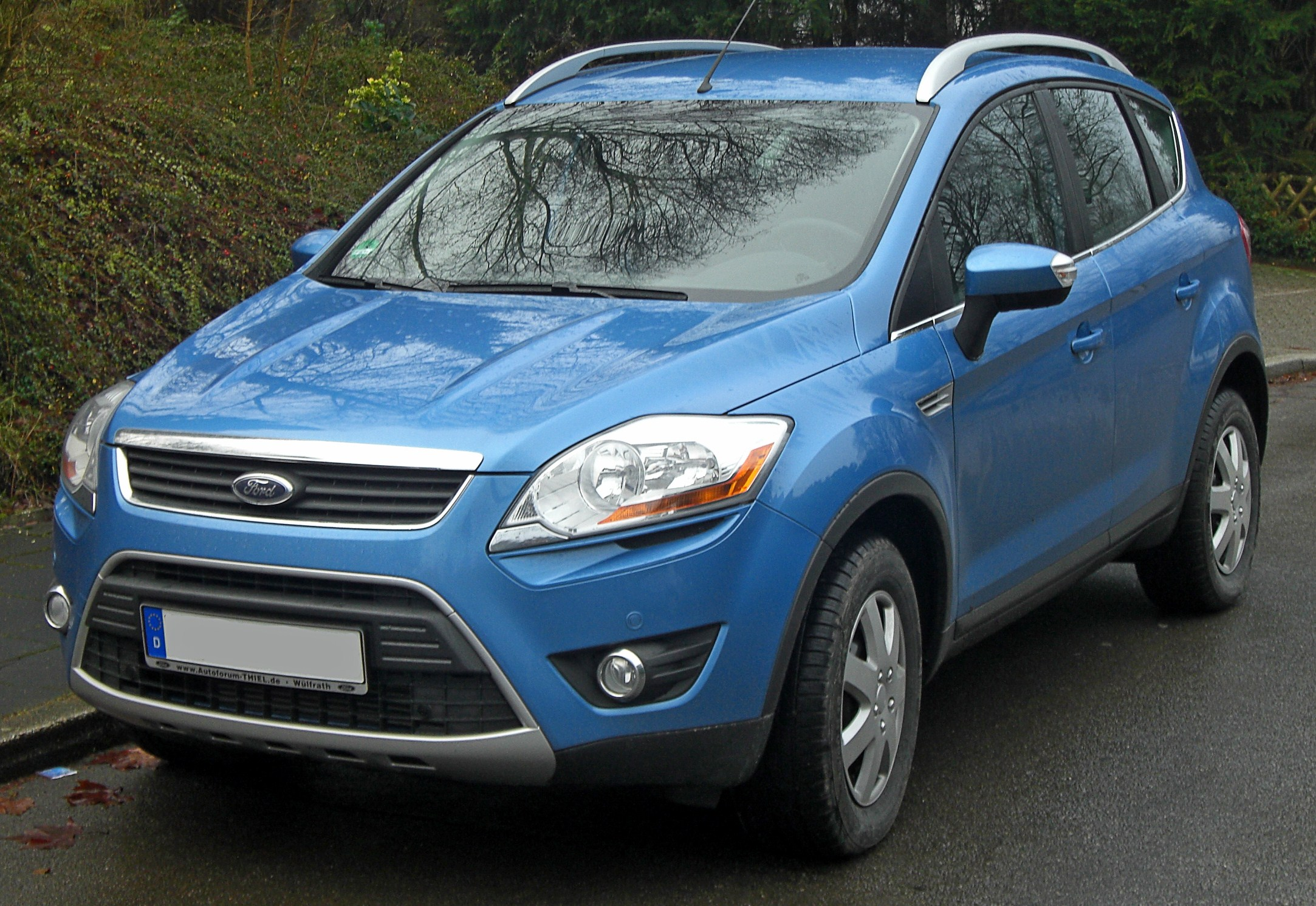
Ford Kuga 2.0 TDCi
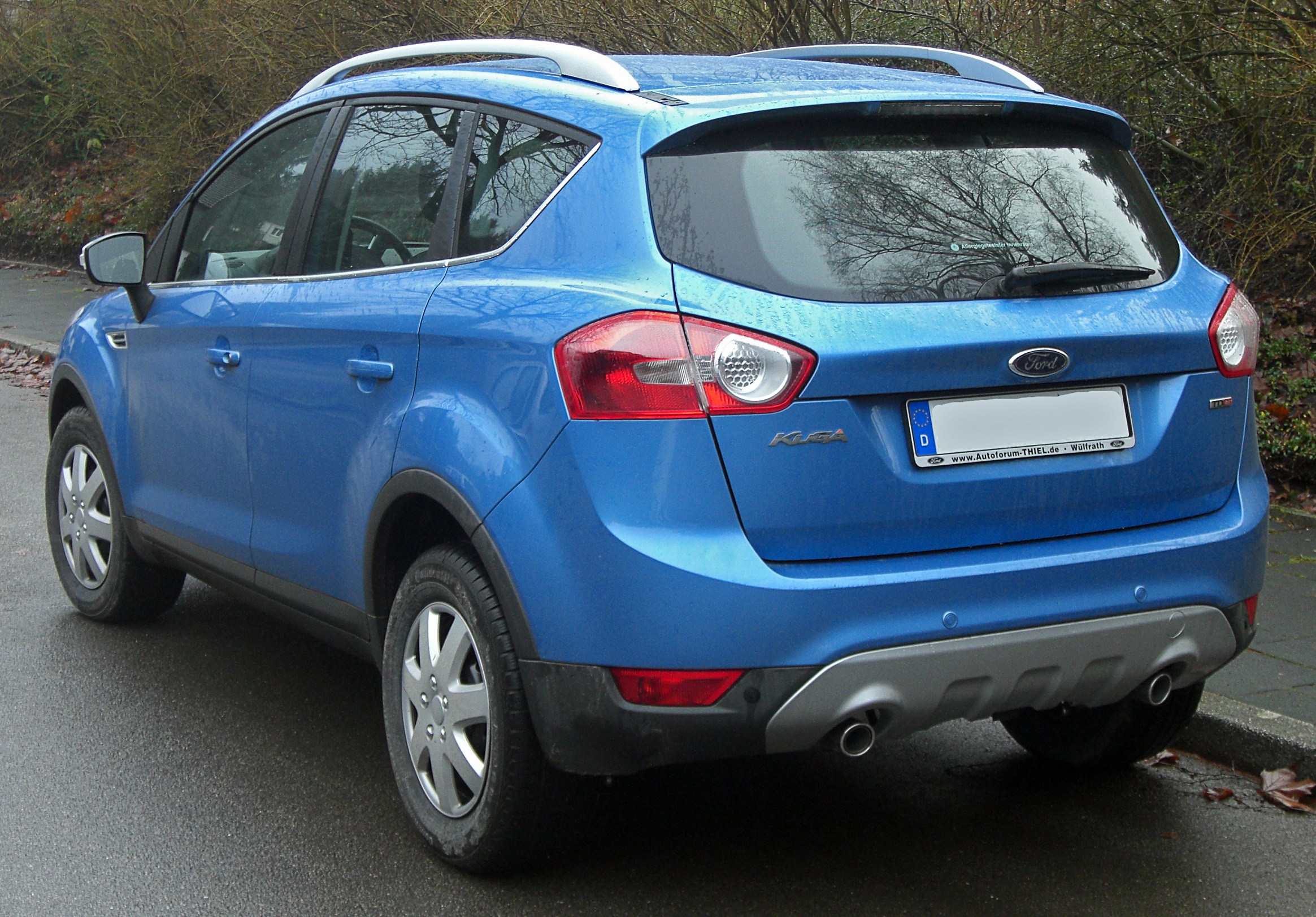
Ford Kuga 2.0 TDCi
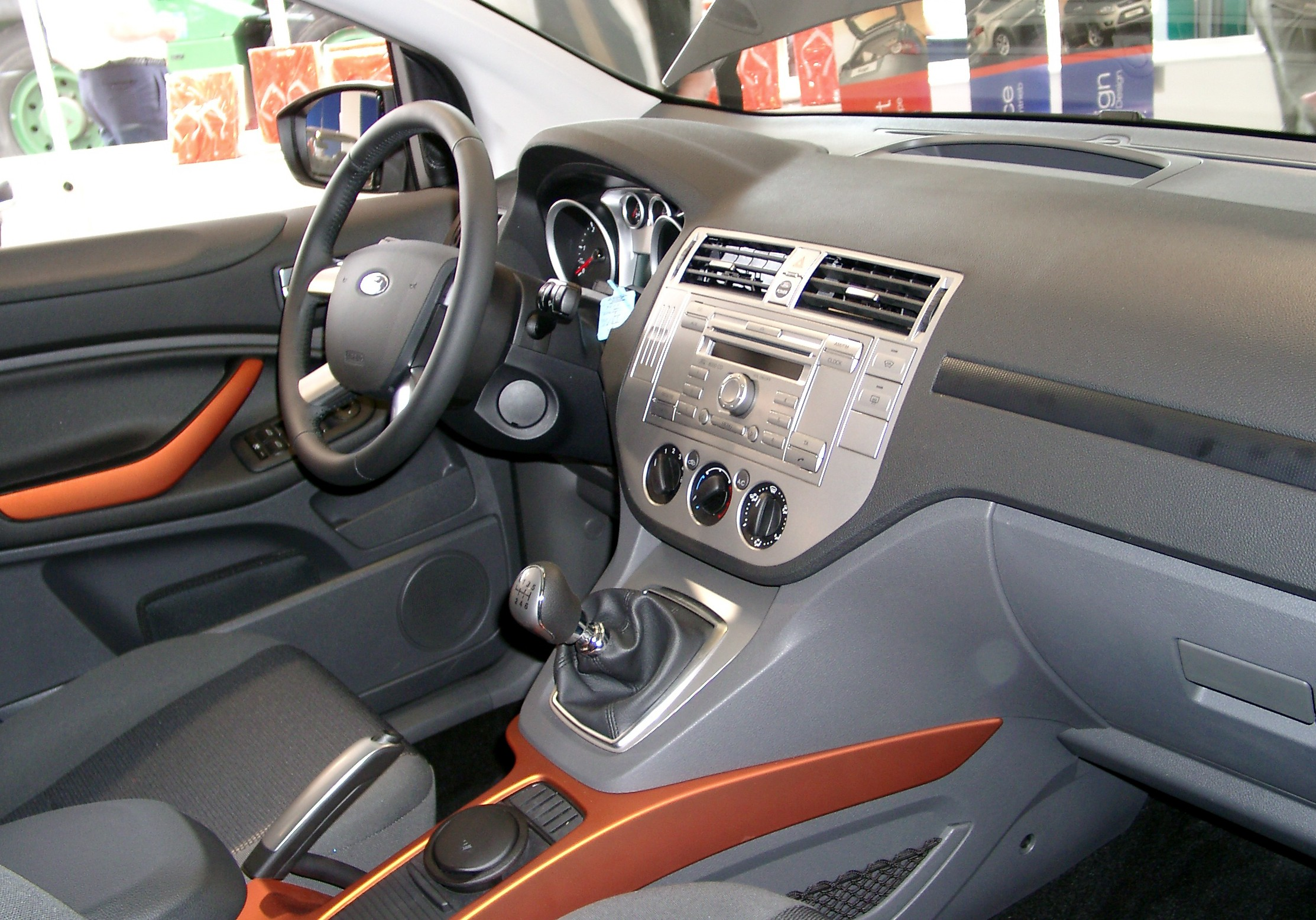